# (9545) Petrovedomosti
(9545) Petrovedomosti est un astéroïde de la ceinture principale.

## Description
(9545) Petrovedomosti est un astéroïde de la ceinture principale. Il fut découvert le 25 juin 1984 à Naoutchnyï par Tamara Smirnova. Il présente une orbite caractérisée par un demi-grand axe de 2,71 UA, une excentricité de 0,27 et une inclinaison de 10,1° par rapport à l'écliptique.

## Compléments